# Meticilline
Meticilline is een antibioticum, gerelateerd aan penicilline en andere bètalactam gebaseerde antibiotica. Omdat meticilline afgebroken wordt door maagzuur moet het worden toegediend met injecties. Meticilline werd gebruikt bij de behandeling van infecties veroorzaakt door antibiotica resistente bacteriën zoals stafylokokken maar is grotendeels vervangen door oxacillineachtige middelen.
Meticilline wordt niet (meer) toegepast in de dagelijkse klinische praktijk maar heeft wel een rol bij het bepalen van de gevoeligheid voor antibiotica in het laboratorium.
Meticilline-resistente Staphylococcus aureus (MRSA) is een stam van stafylokokken die resistent is geworden voor meticilline en gerelateerde middelen.